# Theodor-Mommsen-Schule
Die Theodor-Mommsen-Schule (TMS) ist ein Gymnasium in Bad Oldesloe, das nach dem Historiker und Autor Theodor Mommsen benannt ist. Im Schuljahr 2021/2022 besuchten es etwa 1100 Schüler.

## Geschichte
1765 erteilte der Rektor der Stadtschule Johann Wilhelm Lensch Privatunterricht in Latein und Französisch. 1802 gründete D. G. Rode eine höhere Privatschule.
1866 wurde von Seiten der Stadt der Versuch unternommen eine Realschule einzurichten, was jedoch am Widerstand vieler Bürger scheiterte, da sie zu hohe Belastungen auf die Stadt zukommen sahen. Dr. Spannuth richtete daraufhin in den Räumen der Stadtschule eine private Höhere Knabenschule ein und gab die Leitung 1869 an einen Herrn Schroeter ab, der sie als Privat-Realschule zu Oldesloe im Badelogierhaus fortführte, aber bald in Geldnot geriet.
Ab 1875 wurde die Schroetersche Privatschule vorläufig unter städtischer Aufsicht betrieben, die Errichtung einer höheren Bürgerschule wurde von der preußischen Regierung 1876 jedoch nicht genehmigt. 1877 wurde die Genehmigung zur Errichtung einer Mittelschule erteilt. 1878 zog die Schule vom Logierhaus ins Herrnhuter-Haus auf dem Mährischen Berg, wo sich bis heute ihr Hauptgebäude befindet.
1881 wurden der Schule die Rechte einer höheren Bürgerschule erteilt. 1882 erfolgte die Umbenennung der Schule in Realprogymnasium und 1895 die Umwandlung in eine Realschule. Ab 1906 wurde die Schule zum Abitur zugelassen. 1909 fand die Einweihung eines neuen Schulgebäudes statt, das hinter dem alten errichtet worden war. 1912 legten die ersten Schüler ihr Abitur ab, die Schule wurde offiziell als neunklassige Oberrealschule geführt. 1920 wurden ab der Obersekunda auch Mädchen aufgenommen.
Im Jahr 1943 nutzte man das Schulgebäude nach Luftangriffen auf Hamburg für längere Zeit als Notquartier für Flüchtlinge, 1945 kurzzeitig als Lazarett. Durch Luftangriffe kam es zu Schäden am Gebäude. Nach dem Einmarsch der Engländer wurde die Schule in Oberschule für Jungen umbenannt. Seit 1950 ist die Schule nach Theodor Mommsen benannt.
Nach der Deutschen Wiedervereinigung im Jahr 1990 kam es zu einer Erweiterung des Kollegiums um Lehrkräfte aus den neuen Bundesländern. 1997 entstanden H-Räume mit überdachtem Innenhof, 2005 K-Gebäude mit Fachräumen für Biologie, Chemie, Physik und Informatik in Modulbauweise.
2007 wurde die letzte F-1-Klasse (Französisch als erste Fremdsprache) eingeschult und ein Jahr später das G8-Schulsystem (Abitur mit Abschluss der 12. Klasse) eingeführt. Das Unterrichtsangebot wurde ab 2013 erweitert, es wurde eine erste Bläser-Klasse und eine Streicherklasse sowie eine iPad-Klasse eingerichtet und die Oberstufe digitalisiert.

## Schulleiter
- um 1881–1885: Martin Schultze
- 1885–1919: Friedrich Bangert
- 1919–1945: Friedrich Michael
- 1945–1946: Walter Mittag
- 1946–1947: Hayo Broers (kommissarischer Leiter)
- 1947–1959: Richard Staberock
- 1959–1963: Wilhelm Tiedemann
- 1964–1976: Hans-Jürgen Siepermann
- 1977–1992: Jürgen Kühl[5]
- 1992–?: Wilfried Opitz
- ?–2008: Rolf Kuhl[6]
- 2008–2010: Bernd Flegel (kommissarischer Leiter)[6]
- 2010–2022: Henning Bergmann[7]
- seit 2022: Indre Schmalfeld[8]

## Bekannte Lehrer (Auswahl)
- Alfred Ursinus (1880–1966)

## Bekannte Schüler (Auswahl)
- Käthe Scheel (1911–1995), Sprachforscherin
- Arnold Brügmann (1912–1995), Historiker und Professor für Mittlere und Neuere Geschichte an der Universität München
- Gerhard Stoltenberg (1928–2001), ehemaliger Bundesminister[9]
- Klaus Bock (1930–1995), Bibliothekar
- Hubertus von Luckner (* 1954), deutscher Bankkaufmann und Kommendator des Johanniterordens
- Bernhard Roetzel (* 1966), Modeexperte und Autor
- Michael Michalsky (* 1967), Modeschöpfer und Designer[10]
- Axel Hager (* 1969), Beach-Volleyballer und Olympiasieger (Bronzemedaille)
- Kristina Sterz (* 1974), Fernseh-Moderatorin
- Julia Görges (* 1988), Tennisspielerin
- Moritz Weltgen (* 1987), Handballspieler
- Lena Möbus (* 1988), Ruderweltmeisterin
- Marcus Lotz (* 1965), Diplom-Kaufmann und Autor[11]